# Muldvarpen (tegnefilm)
Muldvarpen (tjekkisk Krtek) er en serie tegnede kortfilm skabt af den tjekkiske filmskaber Zdeněk Miler. Samtidig er Muldvarpen hovedfiguren i serien.
Filmene handler om en muldvarp og hans kammerater blandt skovens dyr, blandt andet en mus, et pindsvin og en kanin. Det findes over 50 film om Muldvarpen, f.eks.:
- Hvordan muldvarpen fik sine bukser 1957
- Muldvarpen kommer til byen 1982

## Eksterne Henvisninger
- Muldvarpen på Internet Movie Database (engelsk)
- Muldvarpen på Filmaffinity (engelsk)
- Muldvarpen hos The Movie Database (engelsk)
- Muldvarpen hos TheTVDB (engelsk)
- bibliotek.dk/Muldvarpeserien

| Film | Spire Denne filmartikel er en spire som bør udbygges. Du er velkommen til at hjælpe Wikipedia ved at udvide den. |

1. ↑  Navnet er anført på engelsk og stammer fra Wikidata hvor navnet endnu ikke findes på dansk.